# Comté de Monroe (Missouri)
Pour les articles homonymes, voir Comté de Monroe.
Le comté de Monroe (Monroe County) est un comté du Missouri aux États-Unis. Le siège de comté se situe à Paris.

## Municipalités du comté
- Florida,
- Holliday,
- Madison,
- Monroe City,
- Paris,
- Santa Fe,
- Stoutsville,